# Serafim (Bělonožko)
Serafim (světským jménem: Alexej Dmitrijevič Bělonožko; * 5. září 1973, Sverdlovsk) je ruský duchovní Běloruské pravoslavné církve a biskup babrujský a bychovský.

## Život
Narodil se 5. září 1973 ve Sverdlovsku (dnes Jekatěrinburg) v rodině vojáka.
Roku 1986 se rodina přestěhovala do Babrujsku. Po střední škole nastoupil na Minský duchovní seminář. Od roku 1994 studoval teologické fakultě Aristotelovy univerzity v Soluni. Byla také na stáži na univerzitě Tübingen.
Od roku 2000 přednášel Nový zákon na Minském duchovním semináři. Roku 2001 dokončil studium Minské duchovní akademie a roku 2002 studoval angličtinu na univerzitě v Birminghamu.
Přednášel také na Evropské humanitní univerzitě v Minsku. Působil zde také jako asistent děkana. Od roku 2001 přednášel na katedře byzantologie Minské duchovní akademie.
Roku 2004 se stal prvním prorektorem Institutu teologie svatých Cyrila a Metoděje Běloruské státní univerzity.
Dne 10. září 2003 byl postřižen na monacha se jménem Serafim na počest svatého Serafima Sarovského. Dne 24. října byl rukopoložen na jerodiákona a 14. prosince na jeromonacha.
Dne 27. března 2007 jej Svatý synod zvolil biskupem babrujským a bychovským. Dne 24. dubna 2007 proběhla jeho biskupská chirotonie. Světiteli byli metropolita minský a slucký Filaret (Vachromejev), členové Svatého synodu Běloruské pravoslavné církve a metropolita nižněnovgorodský a arzamaský Georgij (Danilov).